# Rue Saint-Jacques (Lille)
Pour les articles homonymes, voir Rue Saint-Jacques.
La rue Saint-Jacques est une rue de Lille.

## Situation et accès
Cette voie du quartier du Vieux-Lille relie la Place du Lion-d'Or à la place aux Bleuets.
Voies adjacentes
La rue des Tours et la rue des Jardins débouchent sur la rue Saint-Jacques.
En outre, la rue Saint-Jacques donne accès par un porche au passage du Lion d’Or qui était le relais de poste aux chevaux, point de départ des diligences à Lille avant la desserte ferroviaire. Ce passage piétonnier qui communique avec le boulevard Carnot était une impasse à l’arrière de l’ancien lycée Faidherbe avant sa démolition en 1964.

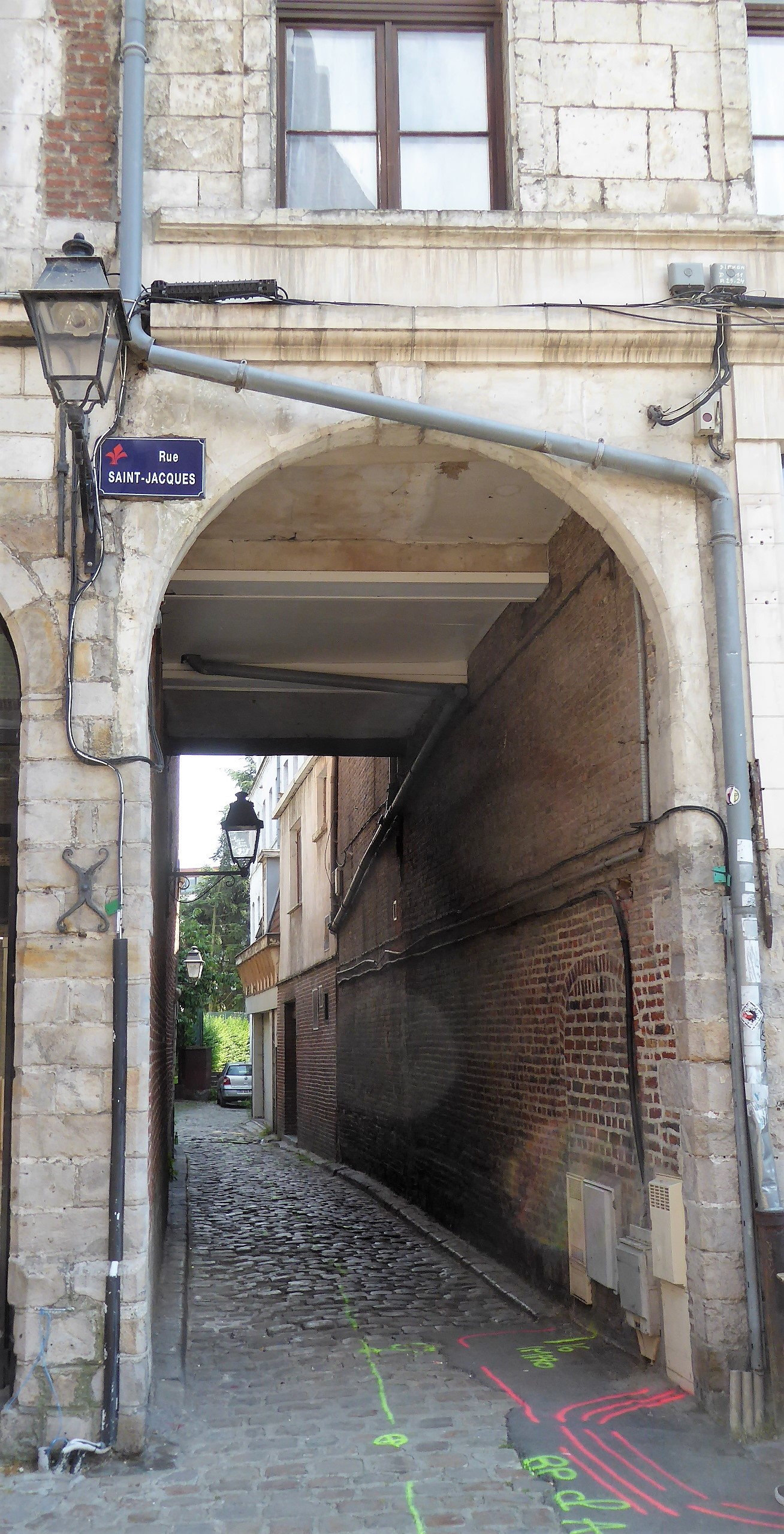
Entrée du passage du Lion d'Or sur la rue Saint-Jacques
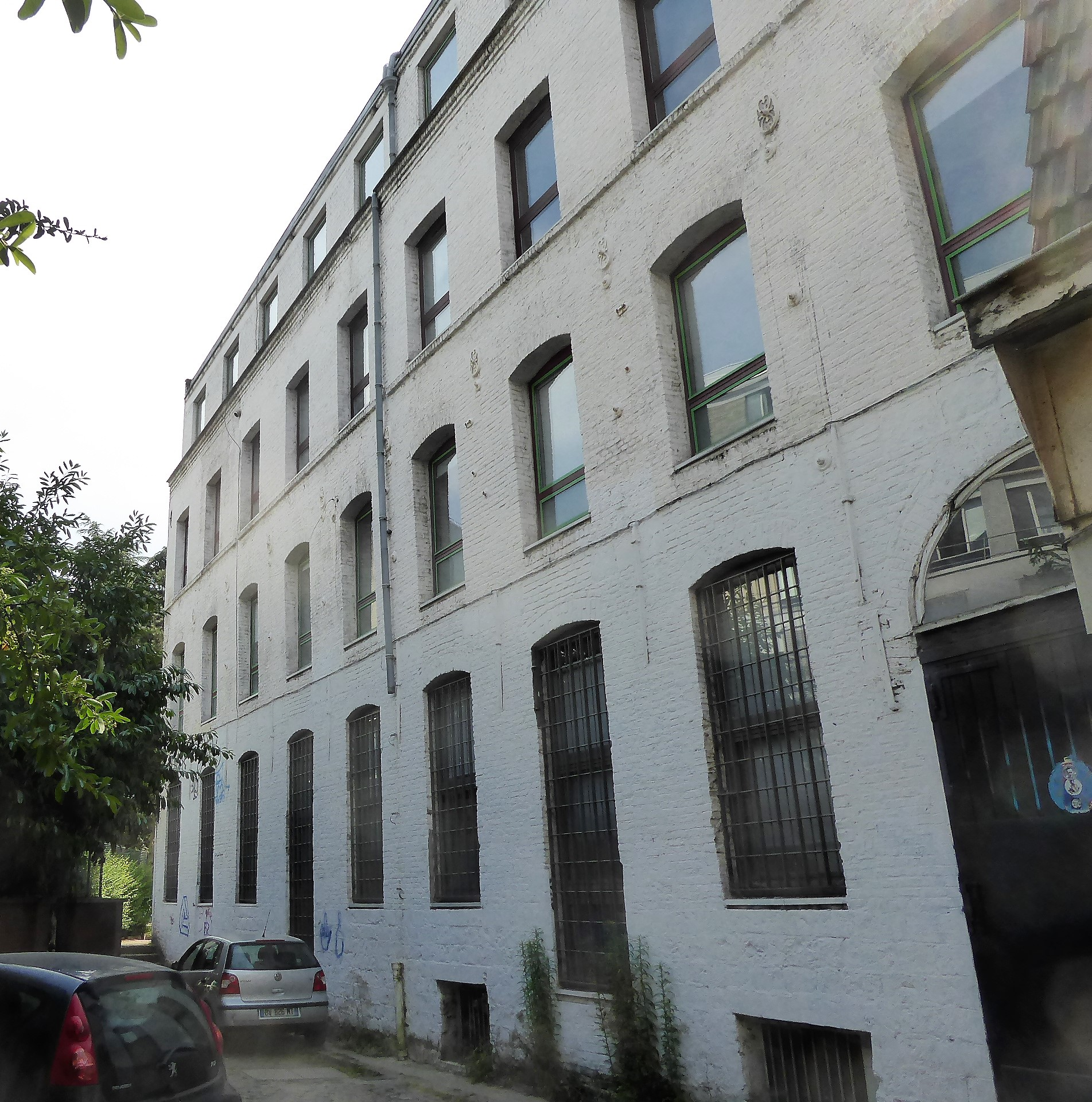
Passage du Lion d'Or. Ancienne poste aux chevaux
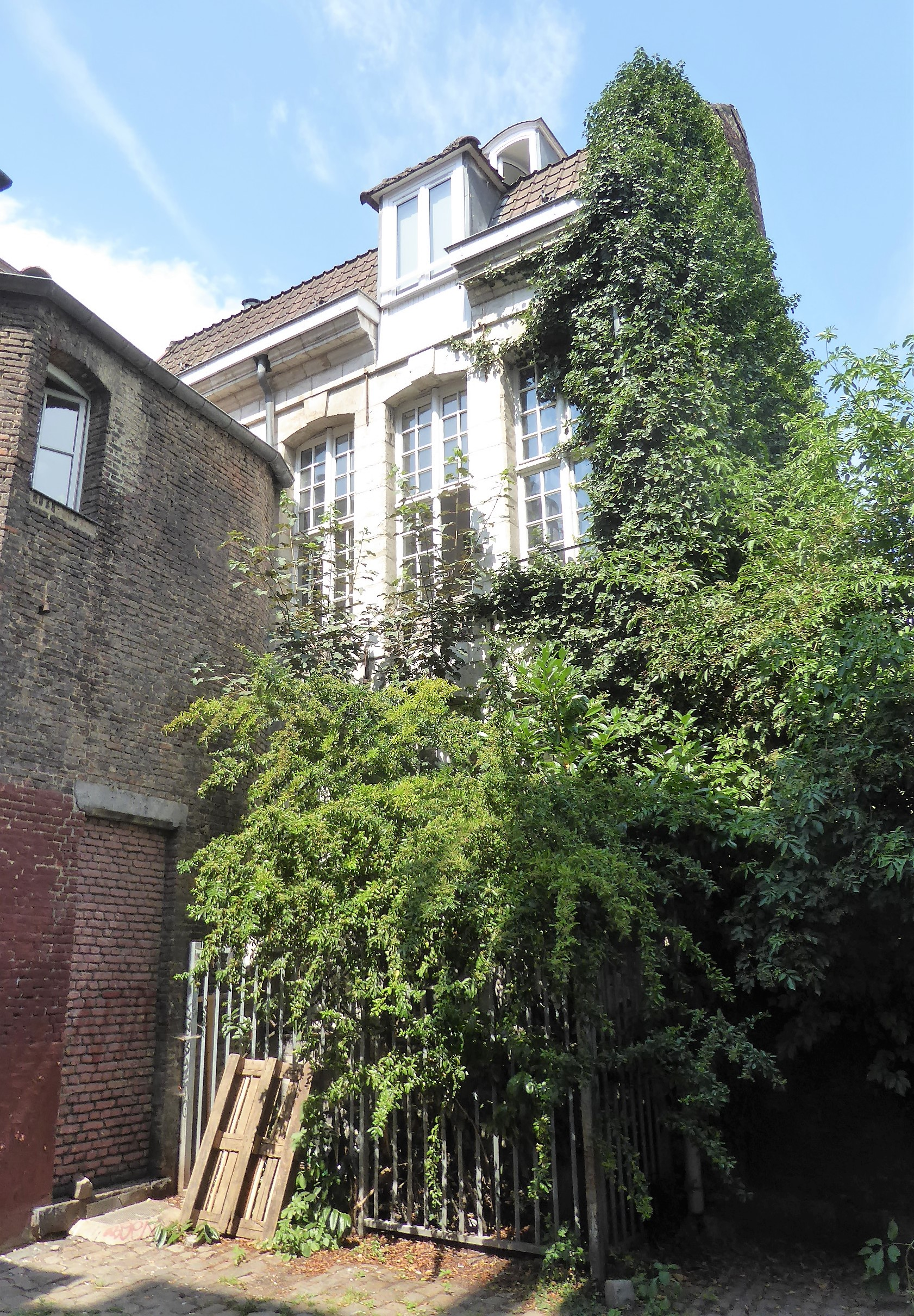
Passage du Lion d’Or. Maison du XVIIIe siècle

L'entrée de la cour Guiterne est située au numéro 11. Cet accès est fermé.
Ce passage communiquait avec la place Louise-de-Bettignies.

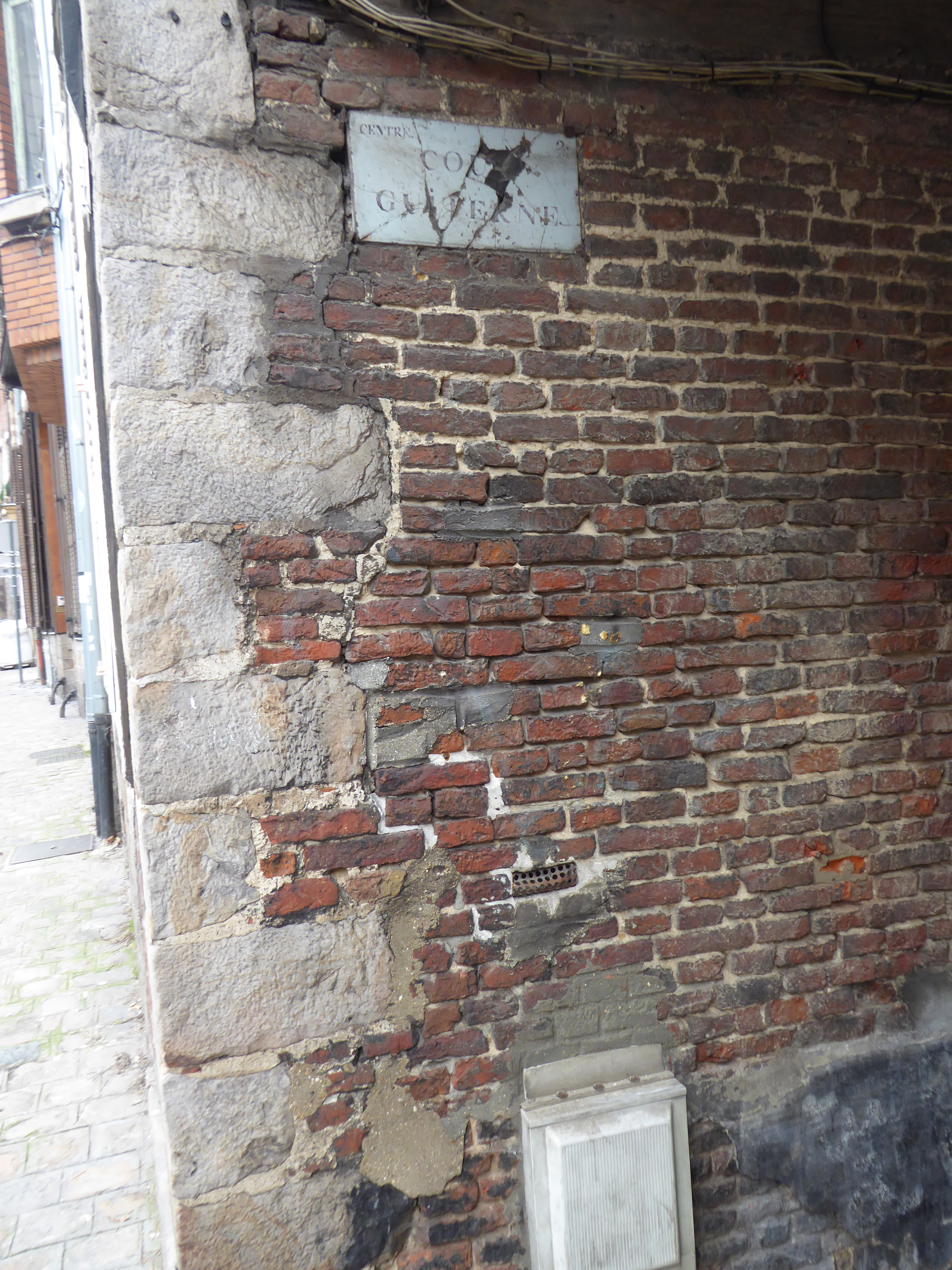
Entrée de la cour Guiterne
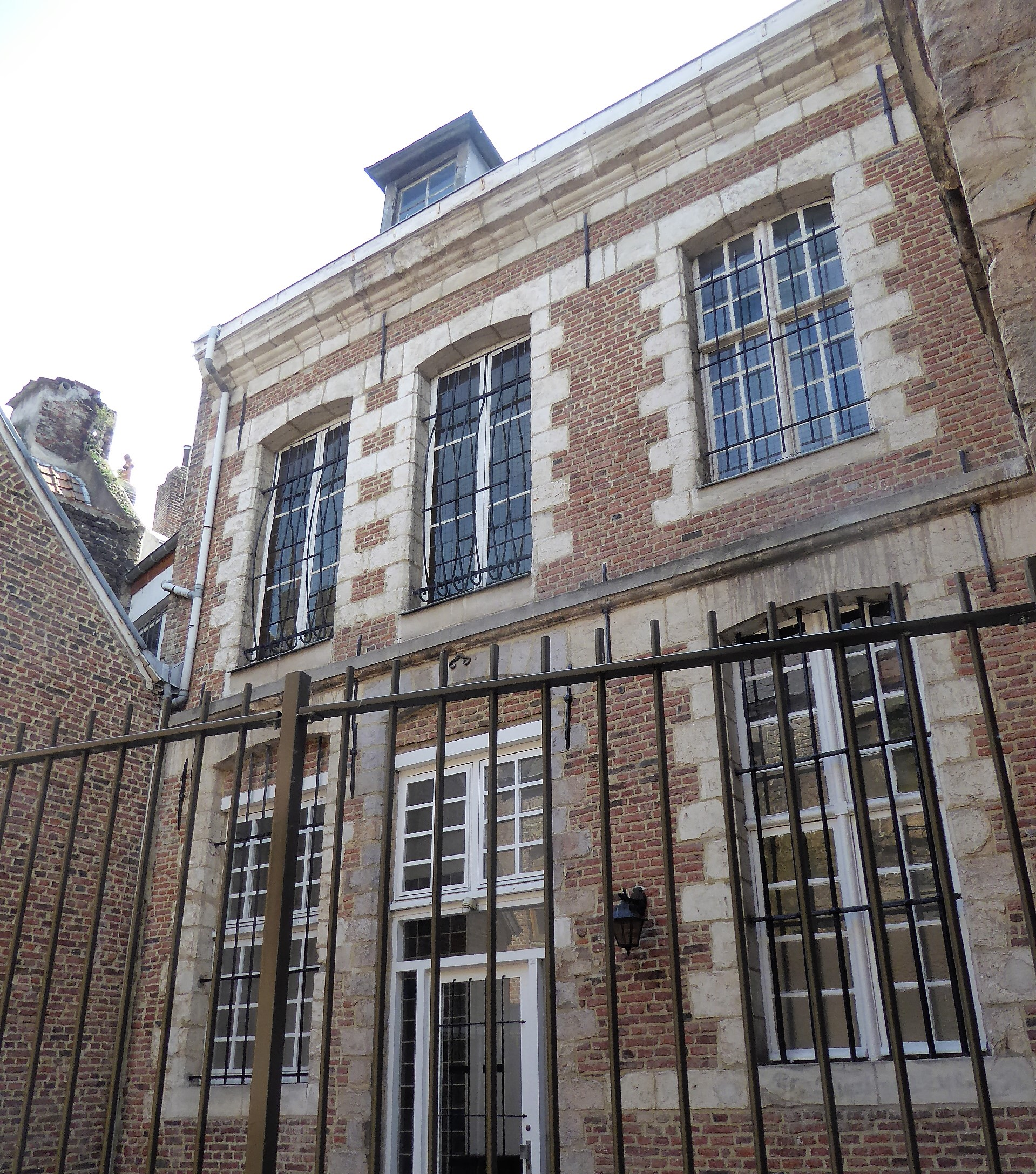
Cour Guiterne maison du XVIIIe siècle

## Origine du nom
La rue tient son nom de l’hôpital Saint-Jacques créé en 1431 par Isabelle de Portugal pour les pèlerins de Compostelle et pour les femmes en couches. Après le déclin du pèlerinage l'hôpital ne garde que cette deuxième fonction. L’hôpital était situé près de l’ancienne porte de Courtrai à l’emplacement du numéro 16. Son bâtiment semble subsister sur les plans de la première moitié du XIXe siècle. La maison construite à cet endroit daterait donc du milieu de ce siècle à côté de celle du 14 dont le premier niveau apparaît construit vers la fin du XVIIe siècle ou au début du XVIIIe siècle.

## Historique
La rue Saint-Jacques fait partie de la route d'Arras vers Courtrai, Bruges et Gand par la rue d’Arras, l’actuelle rue Pierre-Mauroy (ancienne rue de Paris) et la rue Grande-Chaussée, l’une des plus anciennes passant à Lille avec celle de Tournai vers Ypres et celle de Valenciennes à Cassel par la rue Saint-Sauveur et la rue Esquermoise. Cette voie était la plus importante des trois.
Avant l’agrandissement de Lille de 1617, cette route sortait de l’enceinte de la ville par la porte de Courtrai et franchissait la Basse Deûle sur un pont au niveau du débouché de l’actuelle rue des Tours.
Le faubourg de Courtrai se forme extra-muros le long de ce chemin à partir du XIIIe siècle.
À partir de la construction du château de Courtrai en 1304, ce chemin longeait le fossé extérieur de cet ensemble fortifié jusqu’à sa démolition en 1577 et se prolongeait par un chemin, l’actuelle rue de Courtrai, jusqu’à la sortie de la porte nord-est du château. Après la destruction du château de Courtrai et la construction d’un nouveau rempart de 1617 à 1622 comprenant la porte de Gand, englobant l'ancien faubourg de Courtrai, la rue Saint-Jacques est entièrement à l’intérieur de la ville intra-muros.

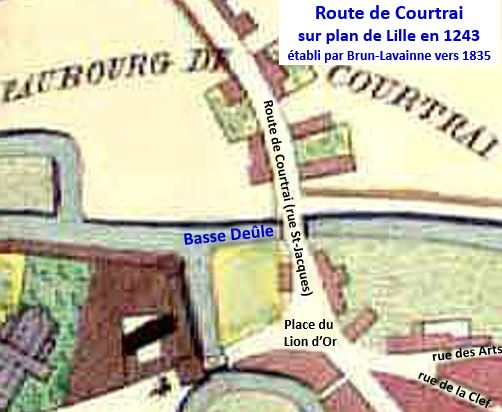
Route de Courtrai vers 1240 sur plan Brun-Lavainne
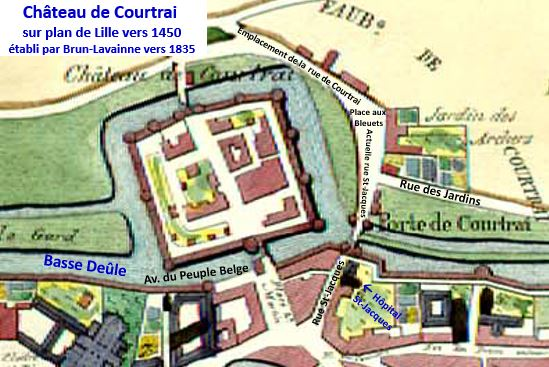
Château de Courtrai sur plan Brun-Lavainne
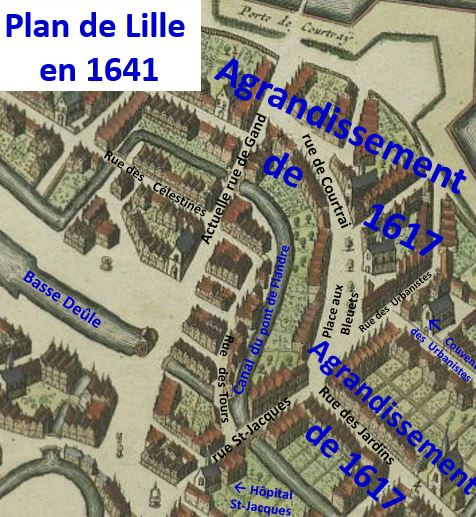
Territoire de l’ancien château de Courtrai sur plan de 1641

L’ancien fossé du château de Courtrai devient le canal du pont de Flandre d'une longueur de 500 mètres qui s’écoule entre la rue des Tours et la rue Saint-Jacques. Le fossé qui longeait l’ancien rempart entre la porte des Reigneaux et la porte de Courtrai démolies lors de la construction de la nouvelle enceinte, devient le canal des Sœurs Noires qui longeait l'Hôtel d'Avelin. La rue enjambait ce canal par le pont Saint-Jacques à côté de l’«abreuvoir Saint-Jacques» au confluent de ces deux canaux et d’un troisième souterrain d'une longueur de 95 mètres qui débouchait sur la Basse Deûle (actuellement place Louise de Bettignies face à l’avenue du Peuple Belge). Ce canal alimentait le moulin du château détruit en 1856.
Un square fut aménagé sur l’abreuvoir Saint-Jacques recouvert en 1880 puis transformé en parking. Ce terrain inutilisé en 2019 est situé en face de l’immeuble de l’ancien rectorat, à l’arrière de maisons de la rue des Tours comprenant la maison natale d’Édouard Lalo classée Monument historique du numéro 12 de cette rue.
- 1 Canal des Sœurs Noires
4 id.
5 id.
6 Canal des Vieux Hommes
7 Abreuvoir Saint-Jacques.
8 Canal du Pont de Flandres.
9 Porte Saint-Maurice et fossé du rempart.

a Église Saint-Maurice.
b Emplacement du château de Courtrai.
c Motte castrale.

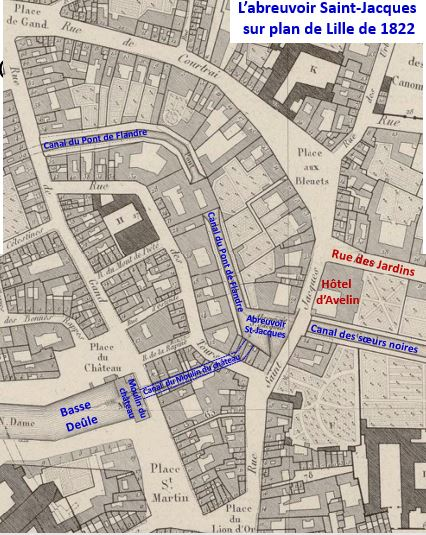
Abreuvoir Saint-Jacques en 1822
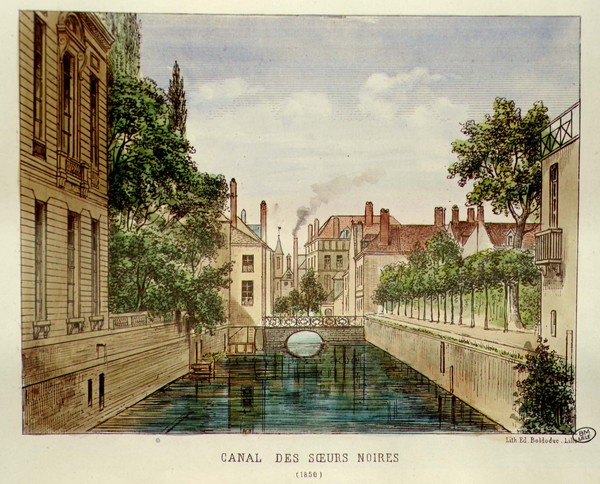
Canal des Soeurs Noires vu du pont Saint-Jacques en 1850. À gauche l'hôtel d'Avelin
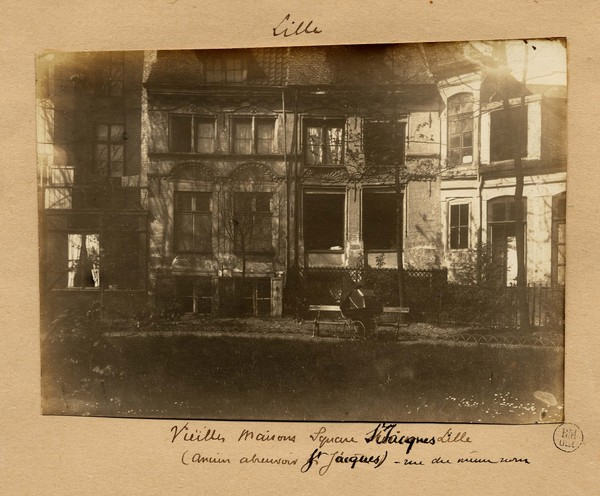
Ancien abreuvoir Saint-Jacques aménagé en square vers 1900
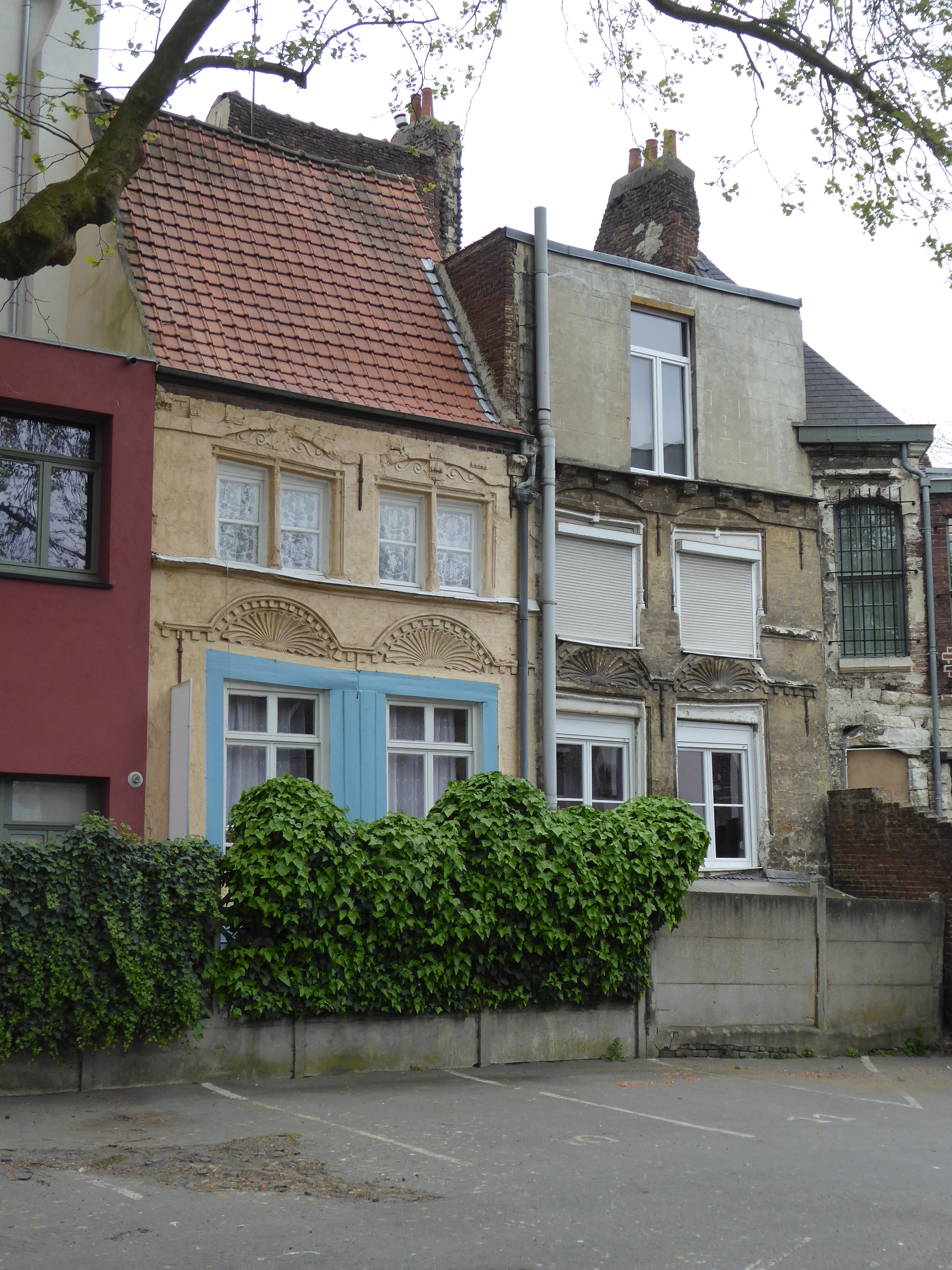
Rue Saint-Jacques arrière des 10-12 rue des Tours (ancien abreuvoir Saint-Jacques) en 2018

## Bâtiments remarquables et lieux de mémoire
- La maison du numéro 5 de style lillois à arcures.
- L'immeuble du Rectorat datant de 1964 au numéro 20 dont la démolition est prévue.
- L’Hôtel d'Avelin classé Monument historique.

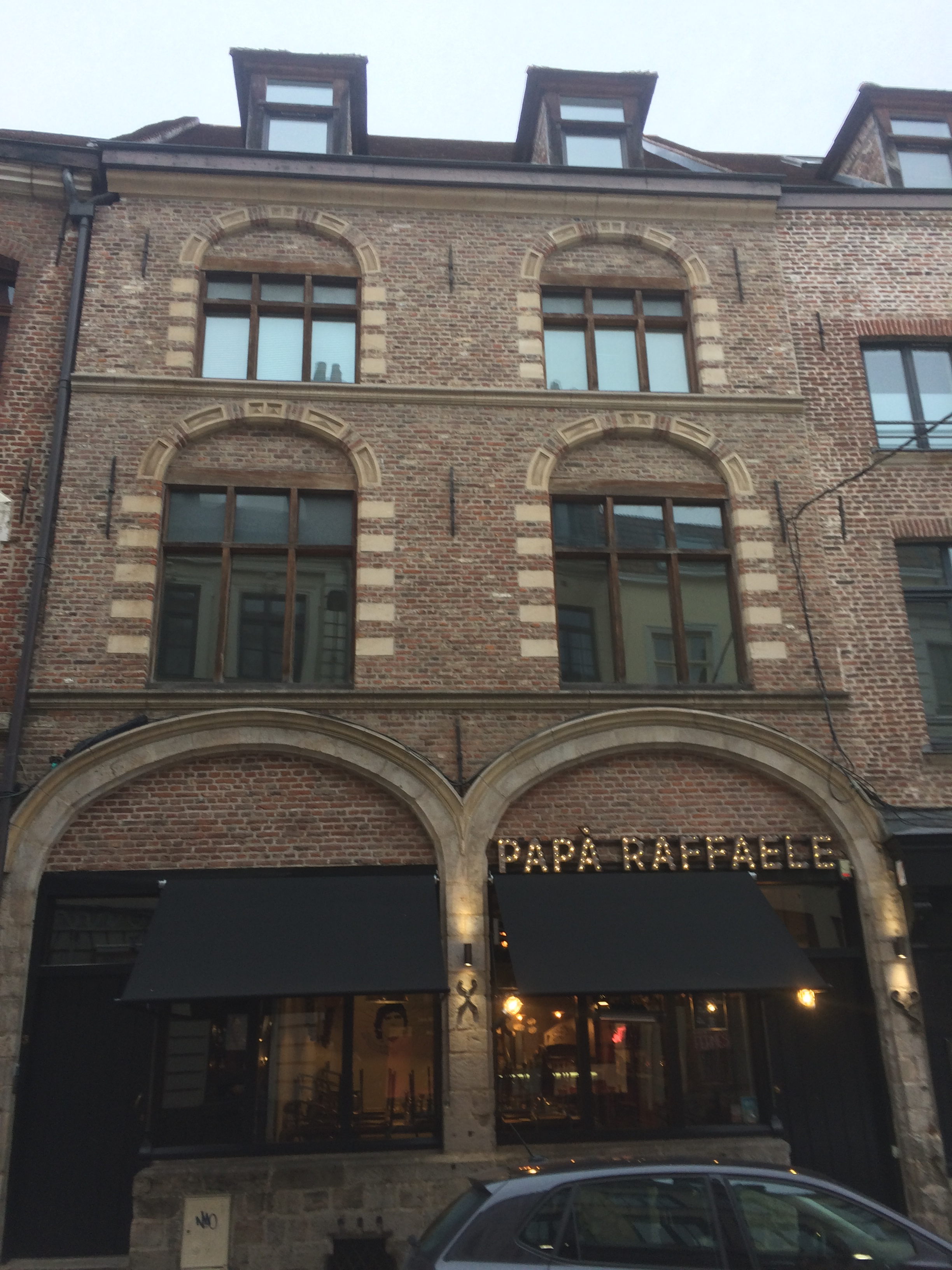
5 rue Saint-Jacques
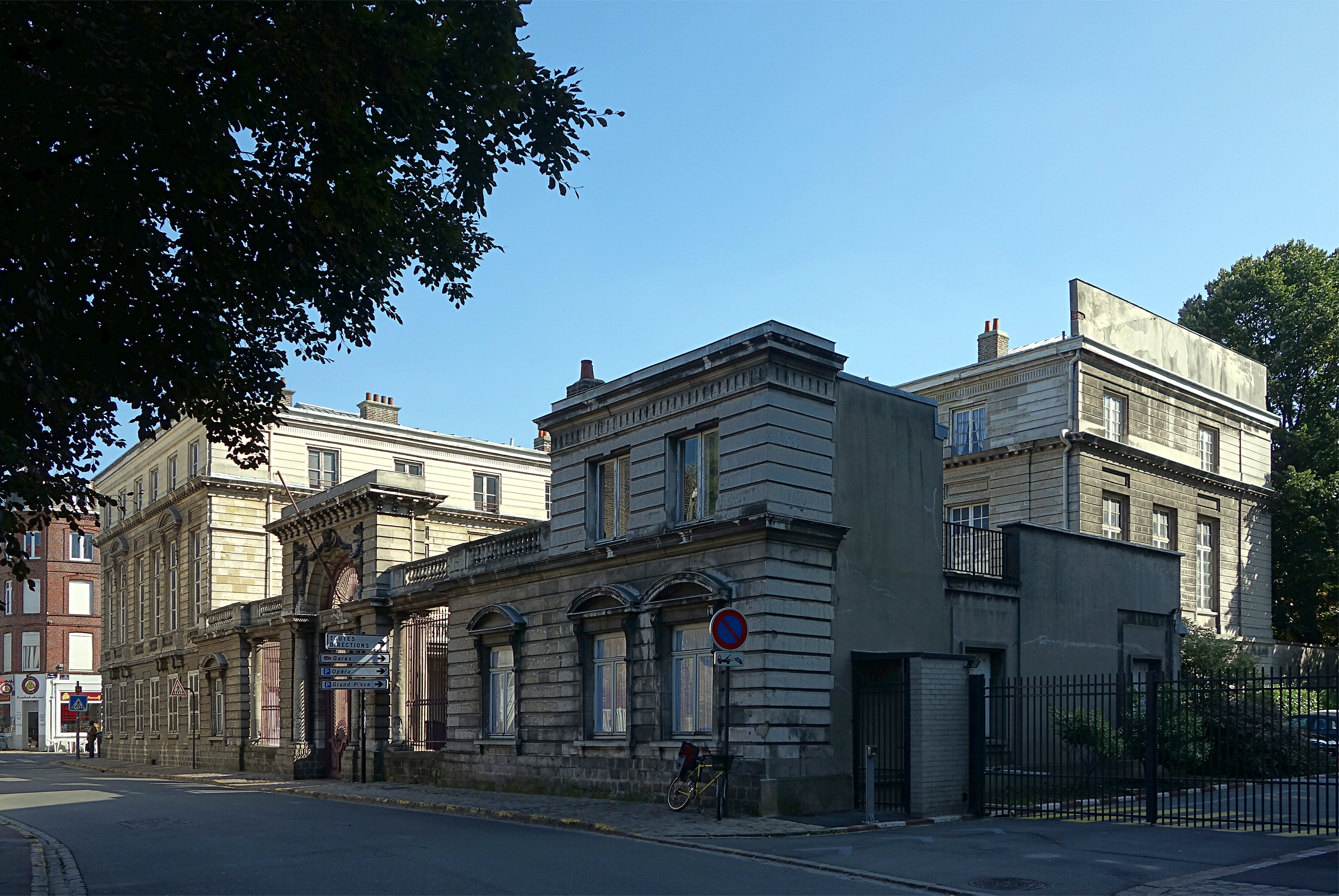
Hôtel d'Avelin

### Projet
La création d'un espace vert est prévue sur l'ancien abreuvoir et sur le bâtiment du rectorat qui devrait être «déconstruit».